# Rondellus
Le rondellus est une technique de composition musicale pour trois voix, ainsi qu'une forme musicale qui a été cultivée tout au long du Moyen-Âge en Angleterre,,.
Le terme rondellus est la forme latine du mot rondeau. La dénomination rota fait référence à un schéma circulaire. Il s'agit d'un antécédent du canon ; en fait les plus anciens canon connus portent le nom de rondellus.
Sur le continent, le terme latin rondellus utilisé dans les traités, désigne simplement un Rondeau.

## Technique musicale
Le rondellus, en tant que technique de composition musicale, consiste dans le processus d'échange des parties ou des voix en suivant un schéma, utilisé fréquemment pour les conduits et les motets anglais de la fin du XIIIe siècle et au début du XIVe siècle. Elle n'a cependant jamais été utilisée pour une pièce entière,. Par exemple :
A B C  D E F
C A B  F D E
B C A  E F D
Les lettres en italique représentent la musique accompagnée de texte et les autres lettres sont mélismatiques.
La voix la plus grave, dénommée ténor (ou pes), peut être une voix indépendante bâtie à partir de la répétition d'une phrase musicale, ou bien peut participer également à l'échange des mélodies avec les deux autres voix.
Cette forme musicale est mentionnée par le théoricien de la musique, Walter Odington dans son traité, De speculatione musicae entre 1250 et 1320. Odington affirme que, si toutes les voix ne chantent pas toutes les mélodies dans l'ordre, nous nous trouvons devant un conductus au lieu d'un rondellus.

## Discographie
- Manuscrits de Tours. Chants De fête du XIIIe siècle - Diabolus in Musica, dir. Antoine Guerber (1997, Studio) des rondellus du XIIIe siècle (Fiche sur medieval.org)

## Articles contextuels
- Musique médiévale
- Canon
- Contrafactum